# Processo ai ministri

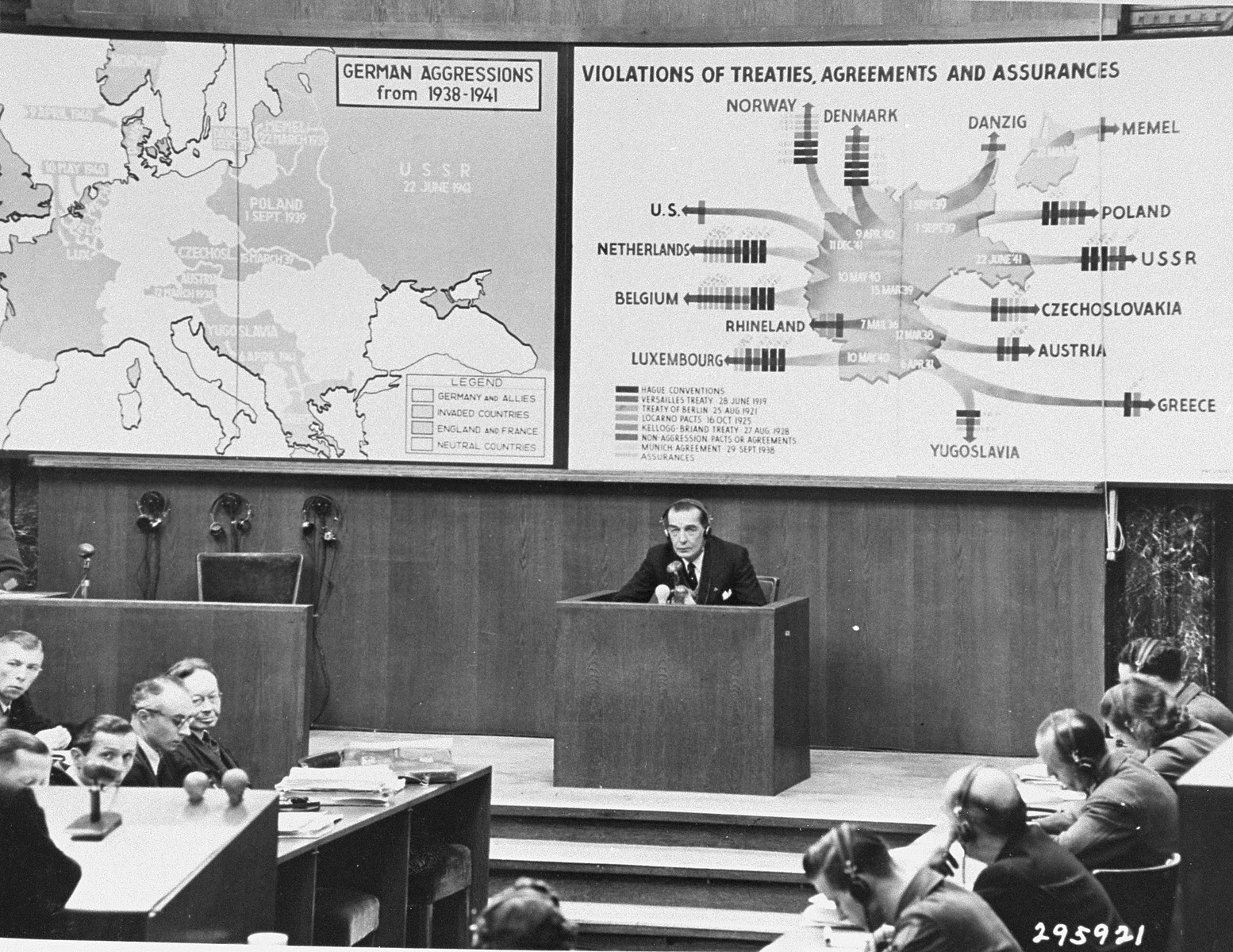
Theodor von Hornbostel testimonia per l'accusa durante il processo ai ministri

Il processo ai ministri (ufficialmente The United States of America vs. Ernst von Weizsäcker, et al.) è stato l'undicesimo dei dodici processi per crimini di guerra tenuti dalle autorità statunitensi a Norimberga dopo il termine del secondo conflitto mondiale.
Questo caso è noto anche come Wilhelmstraßen-Prozess, perché il Ministero degli esteri tedesco era ubicato presso la Wilhelmstraße a Berlino.

## Il caso
Gli imputati in questo caso erano funzionari di vari ministeri del Terzo Reich. Agli Alleati essi dovettero rispondere di crimini indicibili, dati i ruoli da essi ricoperti durante gli anni della guerra sia in Germania che nei territori occupati.
I giudici del Tribunale Militare furono William C. Christianson (presidente del tribunale) del Minnesota (USA), Robert F. Maguire dall'Oregon e Leon W. Potenze dell'Iowa. Il Procuratore capo della procura fu Telford Taylor, mentre il procuratore capo fu Robert Kempner.
L'accusa fu depositata il 15 novembre 1947 e le udienze durarono dal 6 gennaio 1948 al 18 novembre dello stesso anno. I giudici per compilare le 833 pagine per le sentenze impiegarono cinque mesi, fino all'11 aprile 1949. Le sentenze furono emesse il 13 aprile 1949. Di tutti i dodici processi secondari di Norimberga questo fu il processo che durò più a lungo. Dei 21 imputati chiamati in giudizio, due furono assolti, altri furono dichiarati colpevoli almeno di una imputazione e condannati a pene detentive che andavano dai 3 a 25 anni di carcere.

## Imputati
| Nome                                 | Sentenza                                                                                        |
| ------------------------------------ | ----------------------------------------------------------------------------------------------- |
| Gottlob Berger                       | 25 anni di carcere, ridotti a 10 anni nel 1951, rilasciato lo stesso anno                       |
| Edmund Veesenmayer                   | 20 anni di carcere, ridotti a 10 anni nel 1951, rilasciato lo stesso anno                       |
| Hans Heinrich Lammers                | 20 anni di carcere, ridotti a 10 anni nel gennaio 1951, rilasciato il 16 dicembre 1951          |
| Paul Körner                          | 15 anni di carcere, ridotti a 10 anni nel 1951, rilasciato lo stesso anno                       |
| Paul Pleiger                         | 15 anni di carcere, ridotti a 10 anni nel 1951, rilasciato lo stesso anno                       |
| Hans Kehrl                           | 15 anni di carcere, rilasciato nel 1951                                                         |
| Wilhelm Keppler                      | 10 anni di carcere, rilasciato nel 1951                                                         |
| Lutz Graf Schwerin von Krosigk       | 10 anni di carcere, rilasciato nel 1951                                                         |
| Ernst Wörmann                        | 7 anni di reclusione, ridotti a 5 anni il 12 dicembre 1949, rilasciato nel 1951                 |
| Ernst von Weizsäcker                 | 7 anni di reclusione, ridotti a 5 anni il 12 dicembre 1949, rilasciato nel mese di ottobre 1950 |
| Gustav Adolf von Steengracht Moyland | 7 anni di reclusione, ridotti a 5 anni il 12 dicembre 1949, rilasciato nel 1950                 |
| Richard Walther Darré                | 7 anni di carcere, rilasciato nel 1950                                                          |
| Otto Dietrich                        | 7 anni di carcere, rilasciato nel 1950                                                          |
| Karl Rasche                          | 7 anni di carcere                                                                               |
| Walter Schellenberg                  | 6 anni scontati                                                                                 |
| Ernst Wilhelm Bohle                  | 5 anni di carcere                                                                               |
| Emil Puhl                            | 5 anni di carcere                                                                               |
| Karl Ritter                          | 4 anni di carcere                                                                               |
| Wilhelm Stuckart                     | Scontò 3 anni e 10 mesi                                                                         |
| Otto von Erdmannsdorff               | Assolto                                                                                         |
| Otto Meißner                         | Assolto                                                                                         |